# Střelice (powiat Znojmo)
Střelice – gmina w Czechach, w powiecie Znojmo, w kraju południowomorawskim. Według danych z dnia 1 stycznia 2014 liczyła 163 mieszkańców.